# Reeve Carney

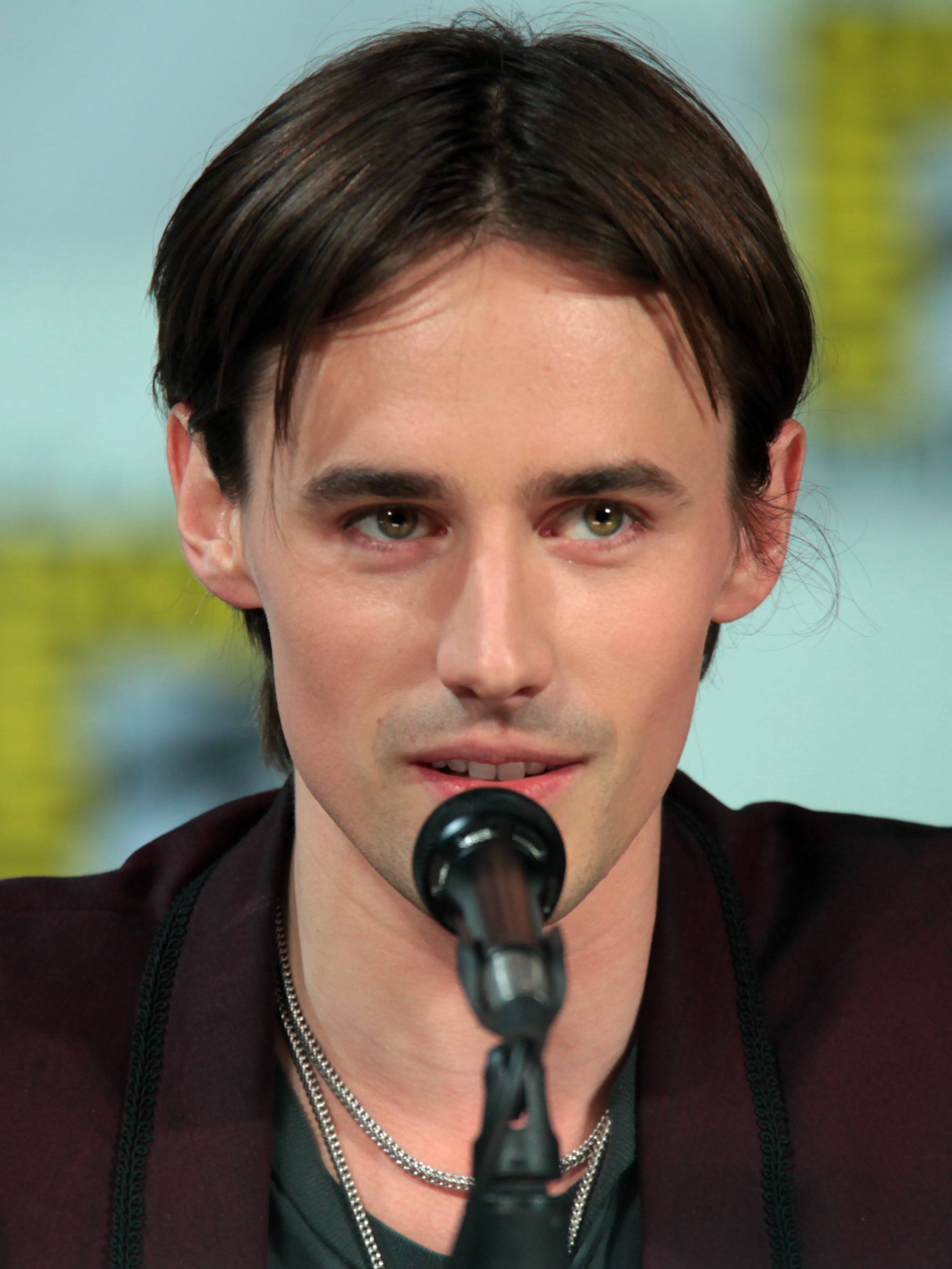
Reeve Carney auf der San Diego Comic Con (2014)

Reeve Jefferson Carney (* 18. April 1983 in New York City) ist ein US-amerikanischer Schauspieler und Singer-Songwriter. Seine bekannteste Rolle als Schauspieler ist die des Dorian Gray in der Fernsehserie Penny Dreadful. Carney ist der Großneffe des Oscar-Preisträgers Art Carney.

## Biografie
Carney wurde in West Village, Manhattan, New York City geboren und hat zwei Geschwister; eine Schwester, Paris, und einen Bruder, Zane.
Er war drei Jahre lang Hauptdarsteller des Musicals Spider-Man: Turn Off the Dark am Broadway. Seit 2019 ist er als Orpheus in Hadestown im Walter Kerr Theater am Broadway zu sehen.

## Filmografie (Auswahl)
- 1994: Immer Ärger mit Dave (Dave’s World, Fernsehserie, Episode 1x22)
- 1994: Pom Poko (Stimme)
- 1999: Schnee, der auf Zedern fällt (Snow Falling on Cedars)
- 2004: Ein Löwe in Las Vegas (Father of the Pride, Fernsehserie, Episode 1x04, Stimme)
- 2009: Toy Boy
- 2010: The Tempest – Der Sturm (The Tempest)
- 2014–2016: Penny Dreadful (Fernsehserie, 18 Episoden)
- 2016: The Rocky Horror Picture Show: Let’s Do the Time Warp Again (Fernsehfilm)
- 2021: House of Gucci

## Diskografie
Studioalben:
- 2004: Looking Glass EP
- 2006: Live at Molly Malone’s
- 2008: Nothing without You EP
- 2010: Mr. Green Vol. 1
- 2016: Youth Is Wasted